# Bitwa pod Qala-i-Jangi
Bitwa o Fort Qala-e-Jangi – bitwa, która miała miejsce w roku 2001 w trakcie wojny w Afganistanie.
25 listopada 2001 doszło do buntu ponad 500 więźniów talibskich w forcie Qala-e-Jangi. W dniu, w którym 100 żołnierzy generała Raszida Dostuma rozpoczęło przeszukiwanie więźniów na głównym dziedzińcu fortu, nastąpił atak osadzonych na żołnierzy Dostuma. W ataku tym zabito 40 Afgańczyków oraz funkcjonariusza CIA Johnny Michaela Spanna i szefa wywiadu gen. Dostuma Sayeda Kamila. Drugi z Amerykanów, któremu udało się uciec zawiadomił przy pomocy telefonu satelitarnego akurat tam obecnego niemieckiego reportera Siły Specjalne Stanów Zjednoczonych w Mazar-e Szarif. Tymczasem jeńcy przejmując broń i amunicję (m.in. granatniki przeciwpancerne i moździerze) toczyli walkę z żołnierzami Dostuma ukrytymi na dachu głównego budynku i przy murze północnym. Fort został też ostrzelany przez dwa afgańskie czołgi T-55. 

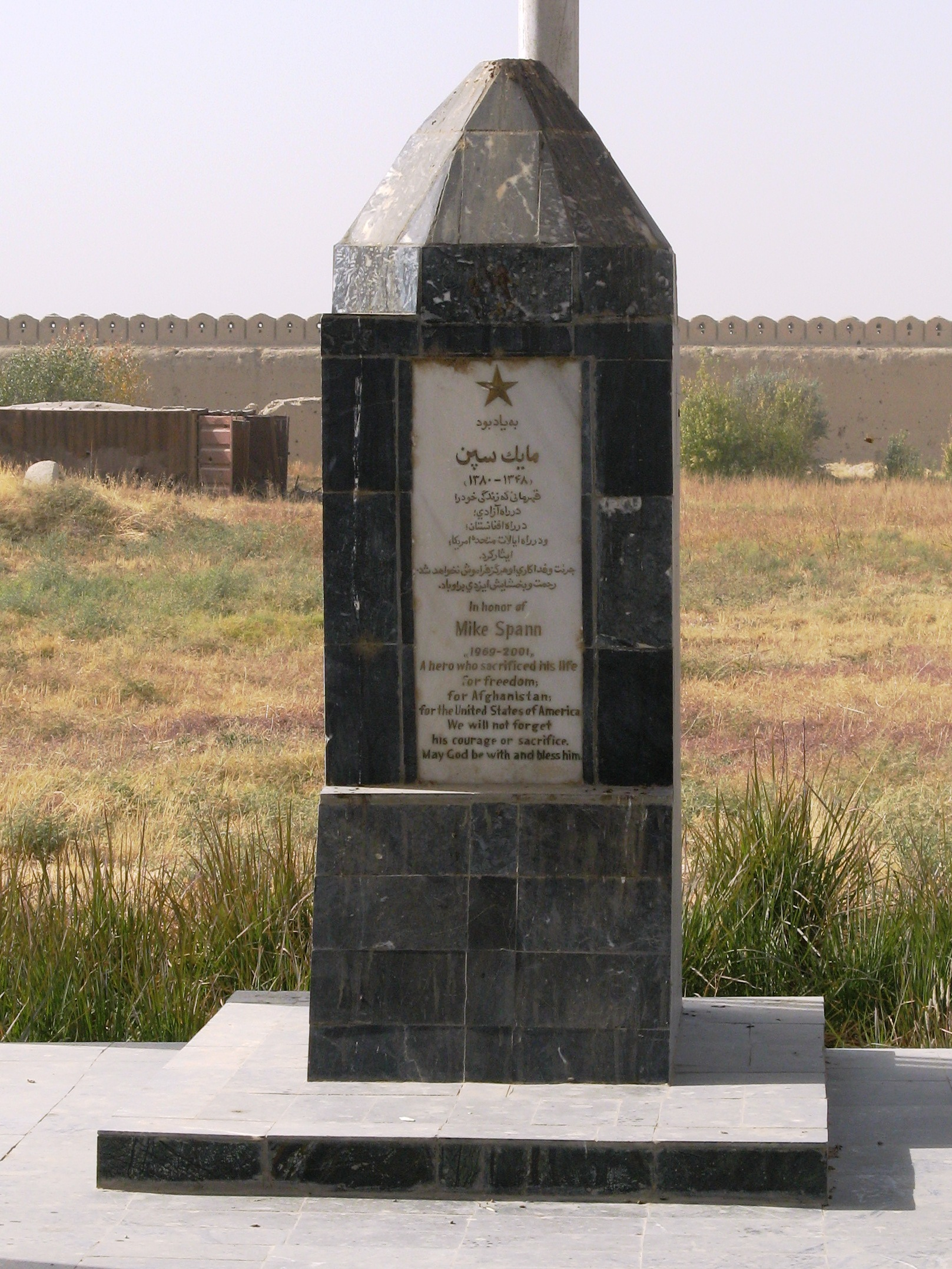
Obelisk upamiętniający Michalea Spanna w pobliżu twierdzy

O godzinie 14 do fortu dotarło kilkunastu żołnierzy Sił Specjalnych, którzy zajmując pozycję w wieżach na dachu budynku, kierowali wsparciem lotniczym. Po godzinie 16 rozpoczął się pierwszy atak lotnictwa przeciwko talibom skoncentrowanym na południowym dziedzińcu. Rankiem 26 listopada, talibowie kontrolowali połowę obszaru długiej na 500 m twierdzy. Około godz. 11 jedna z bomb GBU 32 trafiła omyłkowo w pobliże jednego z czołgów T-55, przewracając go i zabijając jego załogę. Rannych było też kilku żołnierzy amerykańskich i brytyjskich, których ewakuowano. Tego dnia Amerykanie utracili 5 a Brytyjczycy 4 rannych. Straty afgańskie wyniosły 30 zabitych i 50 rannych. 
Rankiem 27 listopada w wyniku trwającego kilka godzin ostrzału AC-130 eksplodował arsenał talibów. Rozpoczęły się przygotowania do szturmu na południowy dziedziniec. 19 Amerykanów zajęło stanowiska na dachu wartowni na murze wschodnim. Afgańczycy Dostuma stanęli przy murze południowym za fortem oraz przy murze wewnętrznym. Po zaciętej walce ok. 12.30 żołnierze afgańscy opanowali mur południowy i zachodni kraniec dziedzińca. W tym momencie wielu żołnierzy Dostuma nie kontynuowało walki, zajmując się plądrowaniem ciał zabitych talibów. Następnie czołg T-55 rozpoczął ostrzał pozycji talibów w stajni wzdłuż murów. Po południu bitwa o Fort była zakończona.
Następnego dnia, ukryci w piwnicy budynku fortu talibowie zabili pracownika służby zdrowia a dwóch ranili, gdy ci zeszli na dół w poszukiwaniu ciał zabitych. Dopiero po ostrzelaniu pomieszczenia z granatników oraz wpompowaniu do wewnątrz zimnej wody, niedobitki talibów poddały się. 
Na dziedzińcu naliczono 250 zabitych, z czego 40 to żołnierze gen. Dostuma. 85 jeńców wyciągnięto z piwnicy. Przypuszczalnie 100-150 talibów mogło zginąć w piwnicach, a od 100-200 zbiegło w trakcie walk z fortu.